# Candida Höfer
Candida Höfer (Eberswalde, 4 februari 1944) is een Duits fotografe.
Zij werd opgeleid door Bernd en Hilla Becher aan de Kunstacademie van Düsseldorf . Zij was de dochter van de journalist Werner Höfer, die bekend werd met het vroeger ook in Nederland veel bekeken internationale politieke discussieprogramma op de Zondagmorgen: Frühschoppen. Begonnen als dagbladfotografe was zij een van de eersten (samen met Thomas Ruff) die kleurenfoto’s maakte.
Haar conceptueel werk wordt gekenmerkt door een grote technische perfectie. Höfer concentreerde zich thematisch o.a. op het leven van gastarbeiders en, later, op het interieur van publieke gebouwen die in de jaren '50 en '60 in grote aantallen verrezen in de verwoeste Duitse steden.

## Erkenning
In 2018 kreeg Höfer de Outstanding Contribution to Photography Award toegewezen van de World Photographty Organisation.
- Bibsys: 3098802
- Biblioteca Nacional de España: XX1547756
- Bibliothèque nationale de France: cb123925538 (data)
- Catàleg d'autoritats de noms i títols de Catalunya: 981058522825706706
- CiNii: DA14678557
- Gemeinsame Normdatei: 118702823
- International Standard Name Identifier: 0000 0001 2144 4864
- KulturNav: ef600c88-5826-4382-99f1-d302e0411a5e
- Library of Congress Control Number: n94004791
- Nationale Bibliotheek van Letland: 000201283
- National Gallery of Victoria: 14413
- Nationale Bibliotheek van Tsjechië: xx0023442
- Nationale Bibliotheek van Israël: 987007299811505171
- Nationale en Universitaire bibliotheek Zagreb: 000159571
- Nederlandse Thesaurus van Auteursnamen: 156860783
- PIC: 297742
- Réseau des bibliothèques de Suisse occidentale: 02-A003394023
- RKD-Nederlands Instituut voor Kunstgeschiedenis: 224142
- LIBRIS: 327967
- SNAC: w6bg3z9h
- Système universitaire de documentation: 072230134
- Union List of Artist Names: 500116144
- Virtual International Authority File: 96542403
- WorldCat: E39PBJwd8WqFwQYhhKbvkhD8YP